# Monumento a la Victoria (Ankara)
Monumento a la victoria (en turco: Zafer Anıtı, también conocido como Ulus Atatürk Anıtı) es un monumento emplazado en Ankara (Turquía). 

## Emplazamiento
El monumento se encuentra en la Plaza Ulus, que antes de la década de 1950 era la plaza principal de Ankara. Está situado al este del bulevar Atatürk . 

## Historia
El monumento fue el resultado de una campaña nacional de recogida de fondos organizada por el periodista Yunus Nadi. El proyecto de Heinrich Krippel de Austria fue escogido entre varios aspirantes en un concurso. El monumento fue inaugurado el 24 de noviembre de 1927. Fue restaurado en 2002. 

## Detalles técnicos
El monumento es en realidad un grupo de estatuas en bronce. Además de una estatua ecuestre de Atatürk en el centro, hay tres figuras más: dos soldados y una mujer. Un soldado está llamando a su amigo al frente de batalla y el otro está observando el frente. La mujer lleva una bala de cañón, en alusión a la contribución de las mujeres turcas durante la Guerra de Independencia turca. 

## Galería de imágenes

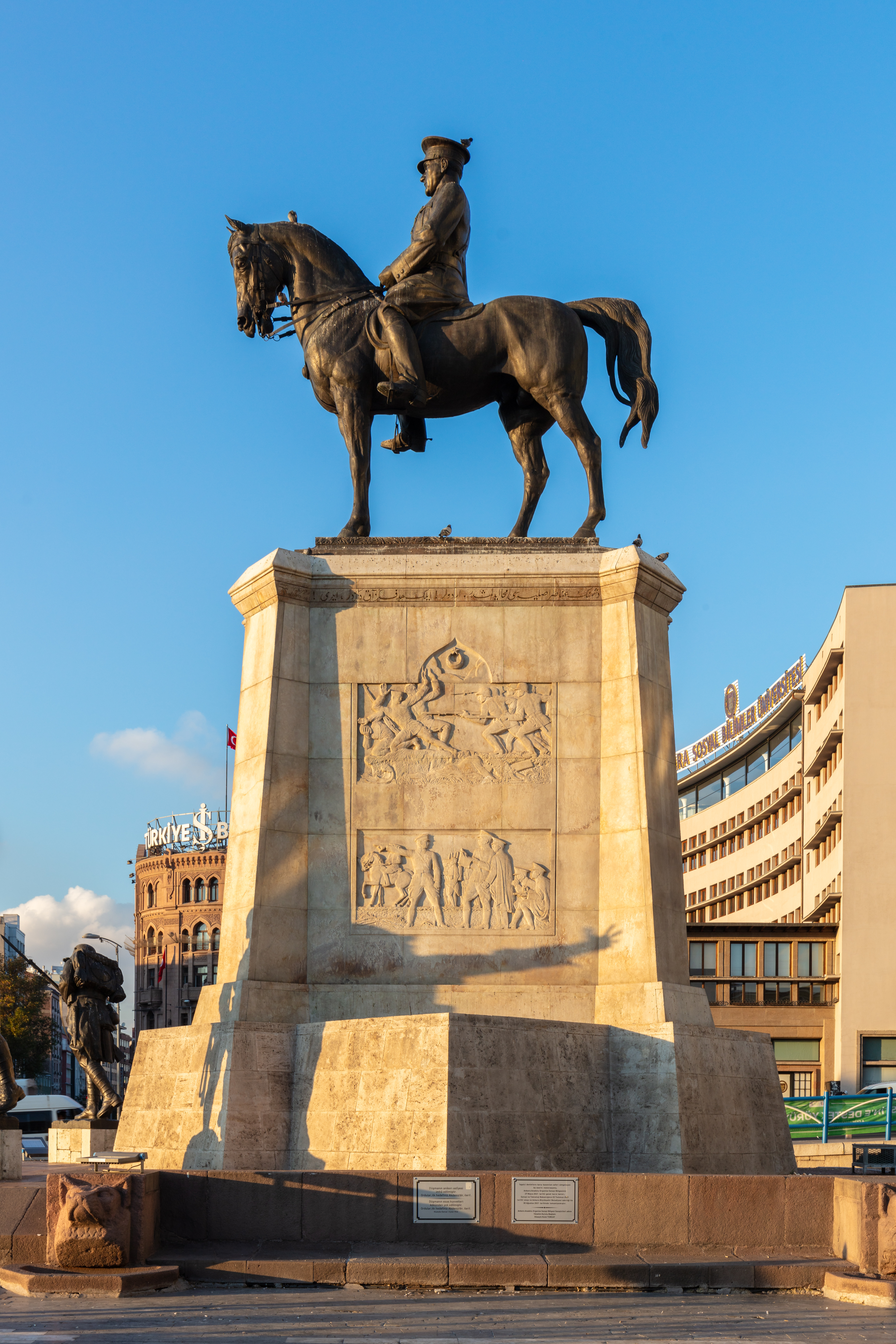
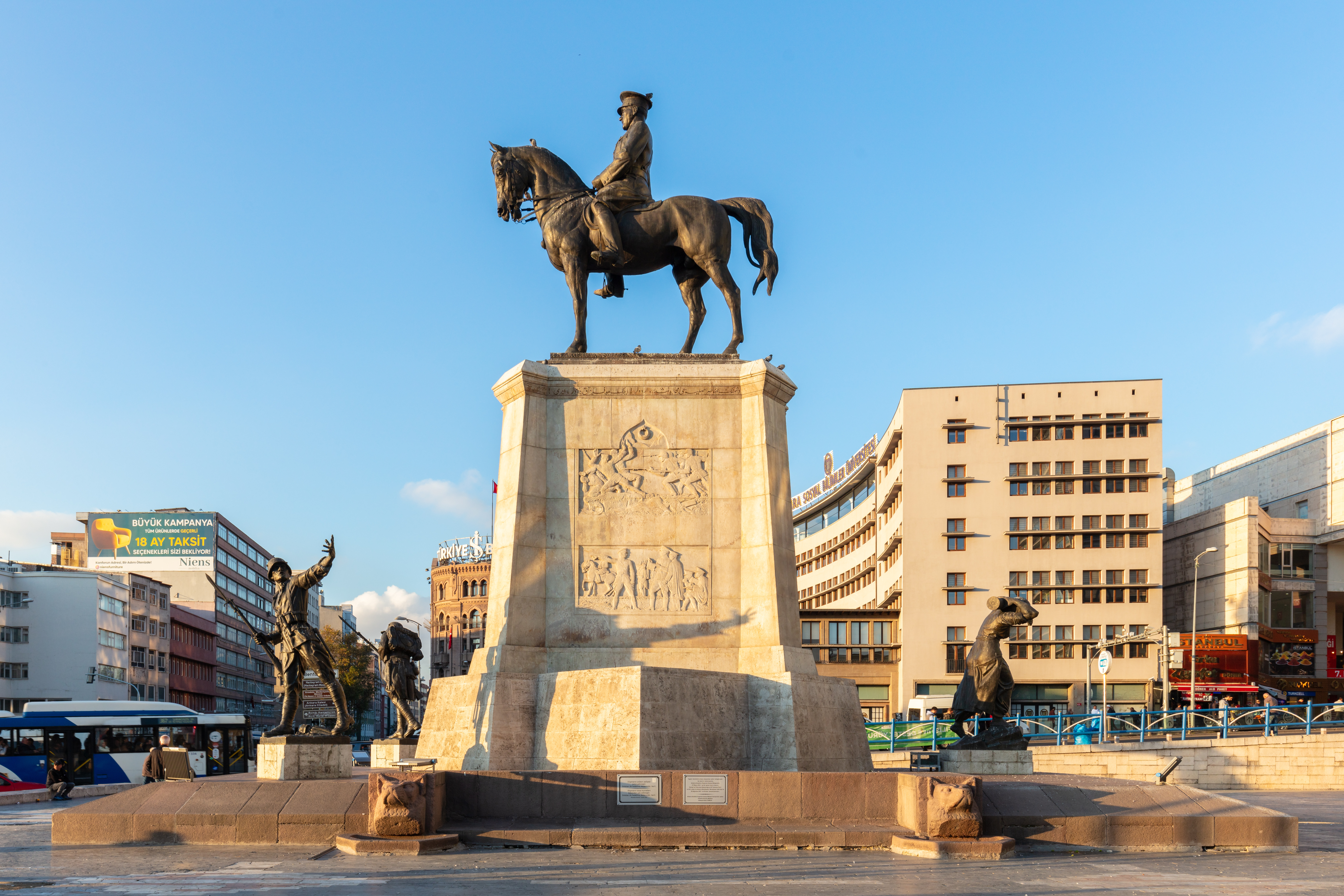